# Für unser Rastatt
Für unser Rastatt e.V. (FuR) ist eine im Jahr 2008 gegründete kommunalpolitische Wählervereinigung in Rastatt, die seit den Kommunalwahlen 2009 in Baden-Württemberg im Rastatter Gemeinderat sowie dem Kreistag des Landkreises Rastatt vertreten ist.
2010 verlor FuR den Fraktionsstatus im Gemeinderat, da ein Mitglied die Fraktion verließ aber nicht sein Mandat aufgab. 2014 gelang die Wiederwahl in Fraktionsstärke. Zu den Wahlen 2019 tritt FuR wieder an.
1. Vorsitzender des Vereins war von 2008 bis September 2013 Klaus-Eckhard Walker, der von 1991 bis 2007 Oberbürgermeister von Rastatt war. Seit dessen Rückzug übte der 2. Vorsitzende Volker Herm den Vorsitz kommissarisch aus, von Mai 2014 bis 2016 war er ordentlich gewählter Vorsitzender. Seit 2016 ist Michael Ams Vorsitzender.

## Positionen
FuR hat zu verschiedenen Themen der Kommunalpolitik Position bezogen.
- Die Wählervereinigung spricht sich gegen den Bau einer Stadtbahn durch das Rastatter Zentrum aus. Sie begründet dies mit den erheblichen Kosten, dem vermuteten Verzicht auf ein innenstadtnahe Haltestelle sowie der Beeinträchtigung von Stadtbild und Anwohnern.[4]
- FuR ist für eine Fortführung des Modellprojektes „Kinderschule Amalie Struve“.[5]
- Die Wählervereinigung kritisierte die Wiederaufnahme der Kontakte mit der Rastatter Partnerstadt Orange durch Oberbürgermeister Pütsch. Die Kontakte waren von Klaus-Eckhard Walker wegen der Wahl des damals der rechtsextremen Partei Front National angehörenden Jacques Bompard zum Bürgermeister eingefroren worden.[6]
- FuR unterstützte die mittlerweile gescheiterten Pläne der Stadtverwaltung, ein Möbelhaus von IKEA in Rastatt anzusiedeln.[7][8]
- FuR spricht sich für die den Neubau der Carl-Diem-Halle und der Sporthalle der Karlschule aus.[9]
- FuR will die Abfallentsorgung verbessern und u. a. die Themen wilde Abfallentsorgung infolge der Erhöhung der Gebühren für den Restmüll sowie die Organisation der Sperrmüllabholung auf die Tagesordnung bringen.[10]

## Geschichte

### Vorgeschichte
FuR entstand als eine indirekte Folge des Wahlkampfes der Oberbürgermeisterwahl 2007 in Rastatt. Der zu dem Zeitpunkt seit 16 Jahren amtierende Oberbürgermeister Klaus-Eckhard Walker trat in diesem gegen zwei CDU-nahe Kandidaten und zwei unabhängige Kandidaten an. Der Wahlkampf verlief sehr hitzig zwischen Gegnern und Befürwortern Walkers, wobei es auch zu gegenseitigen Vorwürfen der Verleumdung und Diffamierung kam. Im Vorfeld der Wahl hatte sich schon eine Bürgerinitiative mit dem erklärten Ziel gebildet, eine Wiederwahl Walkers zu verhindern. Im Laufe des Wahlkampfs entscheiden sich die Rastatter Parteien, deren Verhältnis zu Walker in den vorangegangenen Jahren abgekühlt war, Gegenkandidaten von Walker zu unterstützen. Während Walker im ersten Wahlgang am 16. September 2007 mit 46,05 % deutlich in Führung lag, unterlag er in der Stichwahl zwei Wochen später mit 47,35 % dem einzigen verbliebenen Herausforderer Hans Jürgen Pütsch, der 51,03 % auf sich vereinigen konnte. Gegen die Wahl wurde Einspruch erhoben, weil ca. 200 Bürger eine Benachteiligung Walkers gegeben sahen. Der Einspruch wurde vom Regierungspräsidium in allen Punkten außer einem abgewiesen. Es sah den verbleibenden Punkt, einen Formfehler bei der Briefwahl, als nicht wahlbeeinflussend an.

### Gründung
In den Monaten nach der Wahlniederlage Walkers begannen dessen Unterstützer mit Planungen für eine neue, von den etablierten Parteien unabhängige Vereinigung. Walker selbst beteiligte sich nach eigenen Worten als „Geburtshelfer“. Mitte April 2008 drangen dann die Pläne an die Öffentlichkeit. Der Verein sollte den Namen „Für unser Rastatt“ tragen. Der Wahlkampfslogan von Klaus-Eckhard Walker hatte genauso gelautet.
Am 29. April 2008 fand die Gründungsversammlung statt, die zwar öffentlich, aber nicht presseöffentlich sein sollte. Ein Reporter der Badischen Neuesten Nachrichten mischte sich aber dennoch unter die Anwesenden, während die andere Rastatter Lokalzeitung Badisches Tagblatt nur einen Kommentar veröffentlichte. Nach Angaben des Vereins nahmen 70 Personen an der Versammlung teil. Klaus-Eckhard Walker wurde zum 1. Vorsitzenden des Vereins gewählt.

### Weitere Entwicklung
Schon kurz nach der Gründung hatte der Verein 50 Mitglieder. Bis Mitte Oktober war er auf 90 Mitglieder angewachsen, im Mai 2009 dann auf 106 Mitglieder.
Im Juli 2008 wurde der Verein ins Vereinsregister aufgenommen.
Bei der ersten öffentlichen Mitgliederversammlung am 16. Oktober 2008 wurde bekanntgegeben, dass FuR mit einer eigenen Liste bei den Kommunalwahlen 2009 am 7. Juni 2009 antreten würde.

### Kommunalwahlen 2009
Mitte Januar 2009 erklärte Klaus-Eckhard Walker seine Bereitschaft, für den Gemeinderat in Rastatt zu kandidieren. Er zog seine Kandidatur zurück, als er im März 2009 von der Partei Die Linke als Kandidat für den Direktorenposten im Regionalverband Saarbrücken vorgeschlagen wurde. Er blieb aber weiter Vorsitzender des Vereins.
Als Spitzenkandidat wurde stattdessen am 19. März 2009 der Rechtsanwalt Nikolas Rheinboldt gewählt. Auf den weiteren Listenplätzen folgten Simone Walker, die Ehefrau des Vorsitzenden Klaus-Eckhard Walker, sowie die Vorstandsmitglieder Michael Ams und Volker Herm. Die ersten 25 Listenplätze waren gleichmäßig mit Männern und Frauen besetzt. Zudem hatten die ersten fünf Listenplätze mit 36,6 Jahren einen recht jungen Altersdurchschnitt.
Die Kommunalwahlen 2009 verliefen für FuR erfolgreich. Man konnte in Fraktionsstärke in den Rastatter Gemeinderat einziehen. Das Ziel, mit den anderen kleinen Parteien eine Mehrheit gegen die großen Parteien zu erlangen, wurde jedoch nicht erreicht.
Die Liste erhielt 7,13 % der Stimmen, was 3 Mandaten entspricht. Von den 27.851 Stimmen, die die Liste insgesamt erhielt, entfielen 3659 Stimmen (13,1 %) auf die Listenzweite Simone Walker, die damit mehr Stimmen auf sich vereinigte als irgendein anderer Kandidat der kleineren Parteien. Der Spitzenkandidat Nikolas Rheinboldt zog mit 2274 Stimmen (8,2 %) in den Gemeinderat. Michael Ams wurde mit 1661 Stimmen (6,0 %) in den Gemeinderat gewählt.
Bei der Wahl zum Kreistag konnte FuR ein Mandat erringen. Simone Walker, die auf dem 18. und letzten Listenplatz angetreten war, konnte 2051 Stimmen auf sich vereinigen. Insgesamt erhielt FuR 10.544 Stimmen (7,55 %) im Wahlkreis Rastatt.
Bei den Ortschaftsratswahlen der Rastatter Stadtteile war FuR nicht angetreten.

### Wiederwahl und Rückzug Walkers
Im April 2012 wurde Klaus-Eckhard Walker einstimmig für weitere zwei Jahre zum Vorsitzenden gewählt. FuR hatte zu diesem Zeitpunkt 120 Mitglieder. Am 11. September 2013 kündigte Walker den sofortigen Rückzug aus der Kommunalpolitik aus beruflichen Gründen an. Seine Tätigkeit als Anwalt lasse ihm kaum Spielraum, sich in der Kommunalpolitik weiter einzubringen.

### Kommunalwahlen 2014
FuR trat bei den Kommunalwahlen 2014 wieder an. Der Verein stellte Kandidaten für den Gemeinderat und den Kreistag auf. Spitzenkandidatin war in beiden Fällen Simone Walker. In den Rastatter Ortsteilen tritt FuR nicht an.
Bei beiden Wahlen konnte FuR zulegen.
Bei den Kreistagswahlen trat der Verein nur im Wahlkreis Rastatt an und erhielt dort 11.251 Stimmen (2009: 10.541), was 8,2 % entsprach (2009: 7,55 %). Es blieb bei einem Mandat in dem Gremium, wobei Simone Walker ihr Ergebnis fast verdoppeln konnte und 3906 Stimmen erhielt (2009: 2051 Stimmen).
Bei der Wahl zum Gemeinderat erhielt FuR 32.142 Stimmen (2009: 27.851 Stimmen), was 8,95 % (2009: 7,13 %) entsprach. FuR überholte damit auch die FDP und ist nun mit vier Mandaten die zweitkleinste Gruppierung. Mit 5789 Stimmen konnte Spitzenkandidatin Walker erheblich zulegen (2009: 3659 Stimmen). Nur zwei Kandidaten der CDU konnten mehr Stimmen erzielen als sie.

### Wechsel im Vorstand und Austritt der ehemaligen Vorsitzenden
Volker Herm war von 2013 bis 2016 Vorsitzender. Seither ist Michael Ams Vorsitzender.
Klaus-Eckhard Walker trat im Juli 2017 der Wählervereinigung nach internen Unstimmigkeiten aus. Volker Herm hat sie ebenso mittlerweile verlassen.

### Kommunalwahlen 2019
FuR tritt bei den Kommunalwahlen 2019 sowohl für den Gemeinderat in Rastatt als auch für den Kreistag an.

## Gemeinderatsfraktion
Seit 2009 ist FuR im Gemeinderat der Stadt Rastatt vertreten, zunächst mit drei Mandaten. Durch den Austritt eines Fraktionsmitglieds im Jahr 2010 ging der Fraktionsstatus verloren. Er konnte nach der Wahl 2014 mit dem neuerlichen Einzug wiedererlangt werden, nunmehr mit vier Mandaten.

### Erste Wahlperiode (2009–2014)
Auf der konstituierenden Sitzung der Gemeinderatsfraktion wurde Simone Walker zur Vorsitzenden und Nikolas Rheinboldt zu deren Stellvertreter gewählt. Michael Ams übernahm die Funktionen des Schriftführers und des Kassierers.

#### Streitpunkte
Die Fraktion wandte sich nach dieser Sitzung mit einem Brief an Oberbürgermeister Hans Jürgen Pütsch, in dem sie beantragte, dass künftig 15 sachkundige Bürger in den Ausschüssen des Gemeinderats hinzugezogen werden können. Bislang ist diese Zahl auf acht begrenzt, weswegen die FuR-Fraktion befürchtet, dass die kleineren Fraktionen des Gemeinderats bei deren Benennung nicht zum Zuge kommen könnten. Schon vor der konstituierenden Sitzung des Gemeinderates zeichnete sich ab, dass dies keine Mehrheit erhalten würde.
Ein Streitpunkt war die Sitzverteilung im Stadtrat. Der FuR-Fraktion waren Plätze am linken Rand des Ratssaals zugewiesen worden. Die Fraktion wollte jedoch in der Mitte zwischen den Fraktionen der FDP und der Freien Wähler sitzen. Eine Einigung kam nicht zustande, weswegen FuR einen Eilantrag beim Verwaltungsgericht Karlsruhe stellte. Dieses lehnte den Antrag aber ab, da es keine Diskriminierung in der Sitzordnung sah. FuR habe nicht glaubhaft machen können, dass ihnen wesentliche Nachteile drohten.
Im Herbst 2009 ließ FuR einen Beschluss des Stadtrates durch die Rechtsaufsicht des Regierungspräsidiums prüfen. In diesem war dem Rastatter Ortsverein des Deutschen Roten Kreuzes ein Zuschuss von 300.000 € für einen Neubau gewährt worden. FuR gab zu bedenken, ob diese Entscheidung nicht in öffentlicher Sitzung hätte gefällt werden müssen. Das Regierungspräsidium hielt das Vorgehen für rechtens, da der Ortsverein in der Sitzung seine gesamten Finanzen hätte offenlegen müssen und dies schützenswerte Interessen seien.
Eine Beschwerde beim Regierungspräsidium wegen der Rückdelegierung der Müllabfuhr an den Landkreis Rastatt wurde ebenso abgelehnt. Die Frage wurde von der Fraktionsvorsitzenden Simone Walker erneut aufgegriffen, als es um die Müllbeseitigung nach Silvester ging. Sie forderte die Aussetzung des Rückdelegierungsbeschlusses, bis die Wochenendreinigung der Stadt sichergestellt sein. Weiterhin forderte sie Informationen zu einem Gutachten, das für das Reinigungskonzept erstellt wurde.
Im Januar 2010 kündigte FuR an, eine Sitzung des Verwaltungs- und Finanzausschusses zu boykottieren, da den Stadträten bereits die Unterlagen samt Beschlussempfehlungen für die nächste Gemeinderatssitzung vorlägen, obwohl die entsprechenden Vorberatungen zum Zeitpunkt des Versandes noch gar nicht stattgefunden hatten. Die Stadtverwaltung verwies darauf, dass bereits zwei Ausschusssitzungen zu den Themen stattgefunden hätten und die entsprechenden Punkte von der Tagesordnung gestrichen würden, wenn sie nicht abschließend behandelt worden seien. Weiterhin wies sie darauf hin, dass Gemeinderäte eine Teilnahme- und Mitwirkungspflicht hätten und nur bei „ausreichendem Grund“ fehlen dürften.

#### Verlust des Fraktionsstatus
Am 24. März 2010 gab der ehemalige Spitzenkandidat Nikolas Rheinboldt bekannt, die FuR-Fraktion zu verlassen und zu den Freien Wählern zu wechseln. Gleichzeitig trat er aus dem Verein FuR aus und dem Stadtverband der Freien Wähler bei. Die beiden Fraktionskollegen Simone Walker und Michael Ams sowie FuR-Vorsitzender Klaus-Eckhard Walker zeigten sich überrascht, da sie bislang keinen Hinweis darauf gehabt und per Pressemitteilung von diesem Schritt erfahren hätten. Der FuR-Vorsitzende forderte Rheinboldt auf, sein Mandat niederzulegen, da er sein Mandat FuR verdanke und alles andere bewusste Wählertäuschung sei.
Rheinboldt äußerte sich am Tag danach gegenüber der Presse. Er habe sich nicht mehr in der Politik von FuR wiederfinden können. Er sei angetreten, um Sachpolitik zu machen, nicht um reine Opposition, die sich insbesondere gegen den Oberbürgermeister richte. Über die Erklärung von FuR, über die Presse von seinem Austritt erfahren zu haben, zeigte er sich verwundert. Er habe vorher ein entsprechendes Fax geschickt.
FuR beriet das Thema in einer Versammlung von Vorstand und Mitgliedern und bestätigte die Haltung von Vorsitzendem und verbliebenen Gemeinderatsmitgliedern, Rheinboldt zum Rücktritt aufzufordern.
Die FuR verlor hierdurch den Fraktionsstatus, da für diesen drei Ratsmitglieder nötig sind.

#### Weitere Arbeit
Die beiden verbliebenen Gemeinderatsmitglieder stellten im Frühjahr 2012 ein tendenziell besseres Verhältnis zum Rest des Gemeinderats fest. Ein Kritikpunkt von FuR an der Gemeinderatspolitik ist unter anderem die Art der Vereinsförderung für den Rastatter Turnverein. Ein Erfolg war die Einrichtung der Elektroschrottsammelstelle, die auf Antrag von FuR erfolgte.

### Zweite Wahlperiode (2014–2019)
Seit der Wahl 2014 ist FuR mit vier Ratsmitgliedern vertreten. Simone Walker und Michael Ams wurden wiedergewählt, neu einziehen konnten Wolfgang Güttel und Peter Dinger.

## Referenzen
1. ↑  Archivierte Kopie (Memento des Originals vom 27. Februar 2014 im Internet Archive)  Info: Der Archivlink wurde automatisch eingesetzt und noch nicht geprüft. Bitte prüfe Original- und Archivlink gemäß Anleitung und entferne dann diesen Hinweis.
2. 1 2  Badisches Tagblatt, Richtungsstreit bei FuR, 12. Oktober 2018
3. 1 2  Badisches Tagblatt, Walker: Mission erfüllt, 13. Oktober 2018
4. ↑  http://www.fur-rastatt.de/PDF/MV161008/Antrag%20Stadtbahn.pdf@1@2Vorlage:Toter+Link/www.fur-rastatt.de+(Seite+nicht+mehr+abrufbar,+festgestellt+im+April+2018.+Suche+in+Webarchiven) Datei:Pictogram+voting+info.svg Info:+Der+Link+wurde+automatisch+als+defekt+markiert.+Bitte+prüfe+den+Link+gemäß+Anleitung+und+entferne+dann+diesen+Hinweis.
5. ↑  http://www.fur-rastatt.de/PDF/MV161008/Antrag%20Amalie_Struve.pdf@1@2Vorlage:Toter+Link/www.fur-rastatt.de+(Seite+nicht+mehr+abrufbar,+festgestellt+im+April+2018.+Suche+in+Webarchiven) Datei:Pictogram+voting+info.svg Info:+Der+Link+wurde+automatisch+als+defekt+markiert.+Bitte+prüfe+den+Link+gemäß+Anleitung+und+entferne+dann+diesen+Hinweis.
6. ↑  PDF bei www.fur-rastatt.de (Seite nicht mehr abrufbar, festgestellt im April 2018. Suche in Webarchiven)  Info: Der Link wurde automatisch als defekt markiert. Bitte prüfe den Link gemäß Anleitung und entferne dann diesen Hinweis.
7. ↑  Badisches Tagblatt, „FuR: Unterstützung in Sachen IKEA“, 19. Dezember 2009
8. ↑  Archivierte Kopie (Memento des Originals vom 22. April 2010 im Internet Archive)  Info: Der Archivlink wurde automatisch eingesetzt und noch nicht geprüft. Bitte prüfe Original- und Archivlink gemäß Anleitung und entferne dann diesen Hinweis.
9. 1 2  Badisches Tagblatt, „Ex-OB will nicht an den Ratstisch“, 27. Juni 2009
10. 1 2 3  Badisches Tagblatt, FuR nimmt Kurs auf Wahlen, 28. April 2012
11. ↑  Pressemeldung Nr. 10/2009 des FuR, „FuR tritt mit einer jungen und ausgewogenen Liste an“ (Seite nicht mehr abrufbar, festgestellt im April 2018. Suche in Webarchiven)  Info: Der Link wurde automatisch als defekt markiert. Bitte prüfe den Link gemäß Anleitung und entferne dann diesen Hinweis.
12. ↑  Vorläufiges Endergebnis der Gemeinderatswahl 2009 in Rastatt
13. ↑  Vorläufiges Endergebnis der Kreistagswahl 2009 im Wahlkreis Rastatt
14. ↑  Pressemeldung auf der Internetpräsenz von FuR (Memento des Originals vom 22. Februar 2014 im Internet Archive)  Info: Der Archivlink wurde automatisch eingesetzt und noch nicht geprüft. Bitte prüfe Original- und Archivlink gemäß Anleitung und entferne dann diesen Hinweis.
15. ↑  Badisches Tagblatt, „Walker zieht sich zurück“, 12. September 2013
16. ↑  Badisches Tagblatt, „FuR nominiert Kandidaten“, 21. März 2014
17. ↑  http://www.landkreis-rastatt.de/wahlen/kreistag/2014/HTML/kreistagswahl_2014.html@1@2Vorlage:Toter+Link/www.landkreis-rastatt.de+(Seite+nicht+mehr+abrufbar,+festgestellt+im+April+2018.+Suche+in+Webarchiven) Datei:Pictogram+voting+info.svg Info:+Der+Link+wurde+automatisch+als+defekt+markiert.+Bitte+prüfe+den+Link+gemäß+Anleitung+und+entferne+dann+diesen+Hinweis.
18. ↑  Archivierte Kopie (Memento des Originals vom 11. August 2014 im Internet Archive)  Info: Der Archivlink wurde automatisch eingesetzt und noch nicht geprüft. Bitte prüfe Original- und Archivlink gemäß Anleitung und entferne dann diesen Hinweis.
19. ↑  http://wahlen11.rz-kiru.de/08216043W/gr2014bf.html
20. ↑  Badisches Tagblatt, „Ausschüsse: FuR will mitreden“, 20. Juni 2009
21. ↑  Badisches Tagblatt, „FuR blitzt mit Eilantrag bei Verwaltungsgericht ab“, 25. Juli 2009
22. ↑  Badisches Tagblatt, „FuR-Fraktion blitzt ab“, 20. November 2009
23. ↑  Badisches Tagblatt, „Abfuhr für FuR“, 20. November 2009
24. ↑  Badisches Tagblatt, „FuR: Reinigung sicherstellen“, 7. Januar 2010
25. ↑  Badisches Tagblatt, „FuR boykottiert Sitzung“, 7. Januar 2010
26. ↑  (ps/bar): Stadtrat Rheinboldt läuft angeblich zu Freien Wählern über: Stellungnahme der FuR-Fraktion. In: ka-news.de. 24. März 2010, abgerufen am 2. März 2024.
27. 1 2  Badisches Tagblatt, „FuR verliert Fraktionsstatus“, 25. März 2010
28. ↑  Badisches Tagblatt, „Rheinboldt weist Vorwürfe zurück“, 26. März 2010
29. ↑  Pressemitteilung Nr. 4/2010 vom 26. März 2010 (Seite nicht mehr abrufbar, festgestellt im April 2018. Suche in Webarchiven)  Info: Der Link wurde automatisch als defekt markiert. Bitte prüfe den Link gemäß Anleitung und entferne dann diesen Hinweis.
30. ↑  Sitzverteilung im Gemeinderat Rastatt (Memento des Originals vom 11. Juni 2012 im Internet Archive)  Info: Der Archivlink wurde automatisch eingesetzt und noch nicht geprüft. Bitte prüfe Original- und Archivlink gemäß Anleitung und entferne dann diesen Hinweis., abgerufen am 18. April 2012
31. ↑  Archivierte Kopie (Memento des Originals vom 4. März 2016 im Internet Archive)  Info: Der Archivlink wurde automatisch eingesetzt und noch nicht geprüft. Bitte prüfe Original- und Archivlink gemäß Anleitung und entferne dann diesen Hinweis.